# Алгоритм Шёнинга
Алгори́тм Шёнинга (англ. Schöning's Algorithm) — вероятностный алгоритм для решения задачи выполнимости булевых формул в k-конъюнктивной нормальной форме, предложенный Уве Шёнингом в 1999 году.

## Описание для решения 3-SAT
1. Дана булева формула в 3-конъюнктивной нормальной форме {\displaystyle F(x_{1},x_{2},\dots ,x_{n})}.
2. Повтори {\displaystyle \lceil 20\cdot {\sqrt {3\cdot \pi \cdot n}}\cdot ({\frac {4}{3}})^{n}\rceil } раз:
  1. Случайно установи набор переменных {\displaystyle \alpha =(\alpha _{1},\alpha _{2},\dots ,\alpha _{n})\in \{0,1\}^{n}}.
  2. Если булева формула {\displaystyle F(\alpha )} истинна, выведи {\displaystyle \alpha } и заверши работу.
  3. Повтори {\displaystyle 3\cdot n} раз:
    1. Выбери дизъюнкцию {\displaystyle c_{i}}, которой не удовлетворяет {\displaystyle \alpha }.
    2. Выбери переменную {\displaystyle x_{j}} из {\displaystyle c_{i}}.
    3. Установи {\displaystyle \alpha =(\alpha _{1},\alpha _{2},\dots ,{\overline {\alpha _{j}}},\dots ,\alpha _{n})}.
    4. Если булева формула {\displaystyle F(\alpha )} истинна, выведи {\displaystyle \alpha } и заверши работу.
3. Выведи "{\displaystyle F} невыполнима".

## Временная сложность
Алгоритм Шёнинга имеет временную сложность {\displaystyle O(m\cdot n^{3/2}\cdot (4/3)^{n})=O(m\cdot 1.334^{n})}, где {\displaystyle n} - количество переменных, а {\displaystyle m} - количество дизъюнкций, при условии, что проверка выполнимости булевой формулы производится за {\displaystyle O(3m)}. Если булева формула {\displaystyle F} невыполнима, то алгоритм Шёнинга всегда возвращает верный результат.

## Оценка ошибки
Если булева формула {\displaystyle F} выполнима, то вероятность ошибки всегда будет меньше {\displaystyle 5\cdot 10^{-5}}. Для доказательства обозначим за {\displaystyle \alpha ^{*}} набор переменных, при котором {\displaystyle F(\alpha ^{*})} истинна, а также {\displaystyle p_{l}} - вероятность, что алгоритм найдет {\displaystyle \alpha ^{*}} во вложенном цикле (эта стадия называется также локальным поиском). Таким образом {\displaystyle p_{l}} является нижним пределом вероятности нахождения удовлетворяющего набора переменных с помощью локального поиска. Далее мы покажем, что {\displaystyle p_{l}\leqslant {\frac {1}{20\cdot {\sqrt {3\cdot \pi \cdot n}}}}\cdot \left({\frac {3}{4}}\right)^{n}}. Расстоянием между двумя наборами {\displaystyle \alpha } и {\displaystyle \beta } будем называть количество отличных в них бит. Определим класс {\displaystyle C(j)} как множество наборов, отличающихся от {\displaystyle \alpha ^{*}} на {\displaystyle j} бит, т.е. {\displaystyle C(j)=\{\beta \in \{0,1\}^{n}\mid \operatorname {dist} (\alpha ^{*},\beta )=j\}}. Таким образом все наборы могут быть распределены на {\displaystyle n+1} классов. Для {\displaystyle j\in \{0,1,\dots ,n\}} справедливо {\displaystyle |C(j)|={\tbinom {n}{j}}}. Вероятность случайно выбрать элемент из {\displaystyle C(j)} равна {\displaystyle p_{j}={\tbinom {n}{j}}\cdot 2^{-n}}. В локальном поиске рассматривается дизъюнкция {\displaystyle c_{i}}, которой не удовлетворяет сгенерированный набор переменных, и при случайном перевыборе набора вероятность найти удовлетворяющий равна {\displaystyle 1/3}. Таким образом вероятность перейти из класса {\displaystyle C(j)} к классу {\displaystyle C(j-1)} равна минимум {\displaystyle 1/3}. Вероятность же попасть из класса {\displaystyle C(j)} в {\displaystyle C(j+1)} равна максимум {\displaystyle 2/3}. Пусть {\displaystyle q_{j,i}} - вероятностью попасть из класса {\displaystyle C(j)} за {\displaystyle j+2i} шагов в класс {\displaystyle C(0)}, т.е. найти решение {\displaystyle \alpha ^{*}}. В таком случае {\displaystyle q_{i,j}={\binom {j+2i}{i}}\cdot {\frac {j}{j+2i}}\cdot \left({\frac {1}{3}}\right)^{j+1}\cdot \left({\frac {2}{3}}\right)^{i}}, где {\displaystyle {\binom {j+2i}{i}}\cdot {\frac {j}{j+2i}}} - количество возможных переходов в направлении {\displaystyle \alpha ^{*}}, а вероятность достичь {\displaystyle \alpha ^{*}} из класса {\displaystyle C(j)} равна {\displaystyle q_{j}=\sum _{i=0}^{j}q_{j,i}}. После подстановки формул друг в друга и приблизительного вычисления результата, получим вероятность не найти удовлетворяющий набор переменных во время локального поиска равную {\displaystyle {\tilde {p}}=1-{\frac {1}{2\cdot {\sqrt {3\pi n}}}}\cdot \left({\frac {3}{4}}\right)^{n}}, а после {\displaystyle t} таких поисков вероятность станет уже равна {\displaystyle (1-{\tilde {p}})^{\lceil 20\cdot {\sqrt {3\cdot \pi \cdot n}}\cdot ({\frac {4}{3}})^{n}\rceil }\leqslant e^{-10}\leqslant 5\cdot 10^{-5}}.